# Joana Gordon, Condessa de Bothwell
Joana Gordon, Condessa de Bothwell (1546 - 14 de maio de 1629) foi uma rica nobre escocesa e segunda mulher de Jaime Hepburn, 4.º Conde de Bothwell. Tornou-se, depois do divórcio de Joana, o terceiro marido de Maria, Rainha dos Escoceses. A própria Joana teve um total de três maridos. Depois de seu segundo casamento, se tornou a Condessa de Sutherland.

## Família
Joana nasceu no Castelo de Huntly, às vezes chamado de Strathbogie, em Aberdeenshire, a segunda filha mais velha de Jorge Gordon, 4º Conde de Huntly, o proprietário de terras mais rico e poderoso das Terras Altas da Escócia, e Isabel Keith. Seus avós paternos foram Lorde Gordon e Margarida Stuart, filha ilegítima do Rei Jaime IV com sua amante, Margarida Drummond. Seus avós maternos foram Roberto Keith e Isabel Douglas.